# Монумент Воинской Славы
Монумент Воинской Славы (чув. Çар Мухтавĕн Монуменчĕ) — монумент, посвящённый героике Великой Отечественной войны. Является одной из доминант города Чебоксары, столицы Чувашской республики.
Размещён на высоком холме, примыкающем к исторической части города, на берегу Волги, на территории Мемориального парка «Победа».

## История
Монумент Воинской Славы был отлит на Ленинградском заводе «Монумент-скульптура», торжественно открыт 9 мая 1980 года. На церемонии открытия присутствовал дважды Герой Советского Союза, лётчик-космонавт А. Г. Николаев, заложивший рядом с монументом «Аллею памяти».

Вечный огонь на гранитном постаменте

Над созданием монумента работали скульптор А. Д. Щербаков и архитектор Г. А. Захаров.
В основе монумент представляет собой величественные скульптуры женщины-матери и юноши-солдата, отлитые в бронзе. Женщина правой рукой держится за древко Красного знамени, а левой указывает на запад, в направление с которого в 1941 году на СССР напал враг. Юноша преклонил колени перед знаменем.
Общая высота монумента — 16,5 м, высота фигуры женщины-матери — 6 м, высота знамени — 9,5 м.
Натурой при создании скульптуры женщины-матери выступила заслуженная артистка Чувашской АССР Анфиса Смелова. Головной убор и платье предоставил Чувашский государственный театр оперы и балета.
Окончательную отливку готовой композиции в металле и комплекс гранитных работ выполняли специалисты ленинградского завода «Монументскульптура».
У подножия холма, в каменной чаше, установленной на гранитном постаменте, горит Вечный огонь, который был символически зажжён от Вечного огня из Зала воинской славы на Мамаевом кургане города-героя Волгограда. На праздники и свадьбы сюда приносят цветы, возлагают гирлянды вечнозелёных еловых ветвей.
Мужество и героизм 54 тысяч воинов, уроженцев Чувашии, были отмечены боевыми орденами и медалями, 65 из них стали Героями Советского Союза, 11 — полными кавалерами ордена Славы.
С момента открытия монумента, и до конца 1980-х годов, у вечного огня в дневное время несли почётный караул школьники старших классов с учебными автоматами. Школы города чередовались. Традиция прервалась в годы перестройки.

Фотографии монумента